# Sayenqueraghta
Sayenqueraghta (né au début du XVIIIe siècle vers 1707 et mort en 1786) était le chef de la nation des Sénécas au milieu du XVIIIe siècle. 

## Nom
Son nom est phonétiquement transcrit Kaieñãkwaahtoñ et était épelé de nombreuses façons, dont Gayahgwaahdoh et Kayenquaraghton. Dans les comptes rendus historiques, il est plus connu sous le nom de Sayenqueraghta (ou Sayengaraghta), qui était son nom en langage mohawk ou par des surnoms comme Old Smoke ou Seneca King.

## Biographie
En juillet 1759, il participe à la bataille de Fort Niagara.
Sayenqueraghta s'est allié aux Britanniques dans de nombreux conflits et a joué un rôle actif dans les négociations de paix postérieures à la rébellion de Pontiac en 1763.
Il est mort à Smoke Creek, actuellement Lackawanna, dans l'État de New York.